# フェトゥ・マウアサ
フェトゥ・マウアサ（Faitout Maouassa 、1998年7月6日 - ）は、フランス・セーヌ＝サン＝ドニ県ヴィルパント出身のプロサッカー選手。無所属。ポジションは、ディフェンダー。

## クラブ歴
ASナンシーの下部組織出身。2015年8月、リーグ・ドゥのトゥールFC戦でプロデビュー。
2017年6月16日、リーグ・アンのスタッド・レンヌと4年契約を結んだ。
2021年8月31日、クラブ・ブルッヘに移籍した。

## 代表歴
各年代でフランス代表に選出されており、UEFA U-17欧州選手権2015とUEFA U-19欧州選手権2016では優勝を果たした。なお両親が共にコンゴ民主共和国出身のため、コンゴ民主共和国代表でプレーする権利も有している。

## タイトル
U-17フランス代表
- UEFA U-17欧州選手権: 2015[5]

U-19フランス代表
- UEFA U-19欧州選手権: 2016